# 에스타디오 에르난도 실레스
에스타디오 에르난도 실레스(스페인어: Estadio Hernando Siles)는 볼리비아 라파스에 위치한 경기장으로 수용 인원은 41,143명이다. 경기장 이름은 1926년부터 1930년까지 볼리비아의 제31대 대통령을 역임한 에르난도 실레스 레예스(Hernando Siles Reyes)에서 유래된 이름이다.
클루브 볼리바르, 더 스트롱기스트, 볼리비아 축구 국가대표팀의 홈 구장으로 사용되고 있다. 해발 3,637m에 달하는 고지대에 위치하고 있기 때문에 "원정 팀의 무덤"이라는 별칭으로 부르기도 한다.
1994년 FIFA 월드컵 당시 그 월드컵의 우승국인 브라질 축구 국가대표팀은 이 월드컵 지역예선에서 에스타디오 에르난도 실레스에서 볼리비아 축구 국가대표팀에게 0-2로 패했는데 이 패배가 1994년 월드컵에서 브라질 축구 국가대표팀이 패배한 유일한 경기였다.
또한 2010년 FIFA 월드컵 당시에는 브라질 축구 국가대표팀 못지 않은 강호인 아르헨티나 축구 국가대표팀 역시 이 월드컵 지역예선에서 에스타디오 에르난도 실레스에서 볼리비아 축구 국가대표팀에게 1-6으로 대패했다.
하지만 2026년 FIFA 월드컵 남미 지역 예선에서 볼리비아 축구 국가대표팀이 이 경기장에서 치르는 홈경기조차 부진하자 볼리비아 축구 협회 측에서는 이 경기장보다 약 400m 가량 더 높은 고지대인 에스타디오 무니시팔 데 엘알토를 급하게 리모델링해서 홈 경기장을 그곳으로 변경했다. 그 효과는 베네수엘라 축구 국가대표팀을 4-0으로 이겼다.